# Lars Breuer

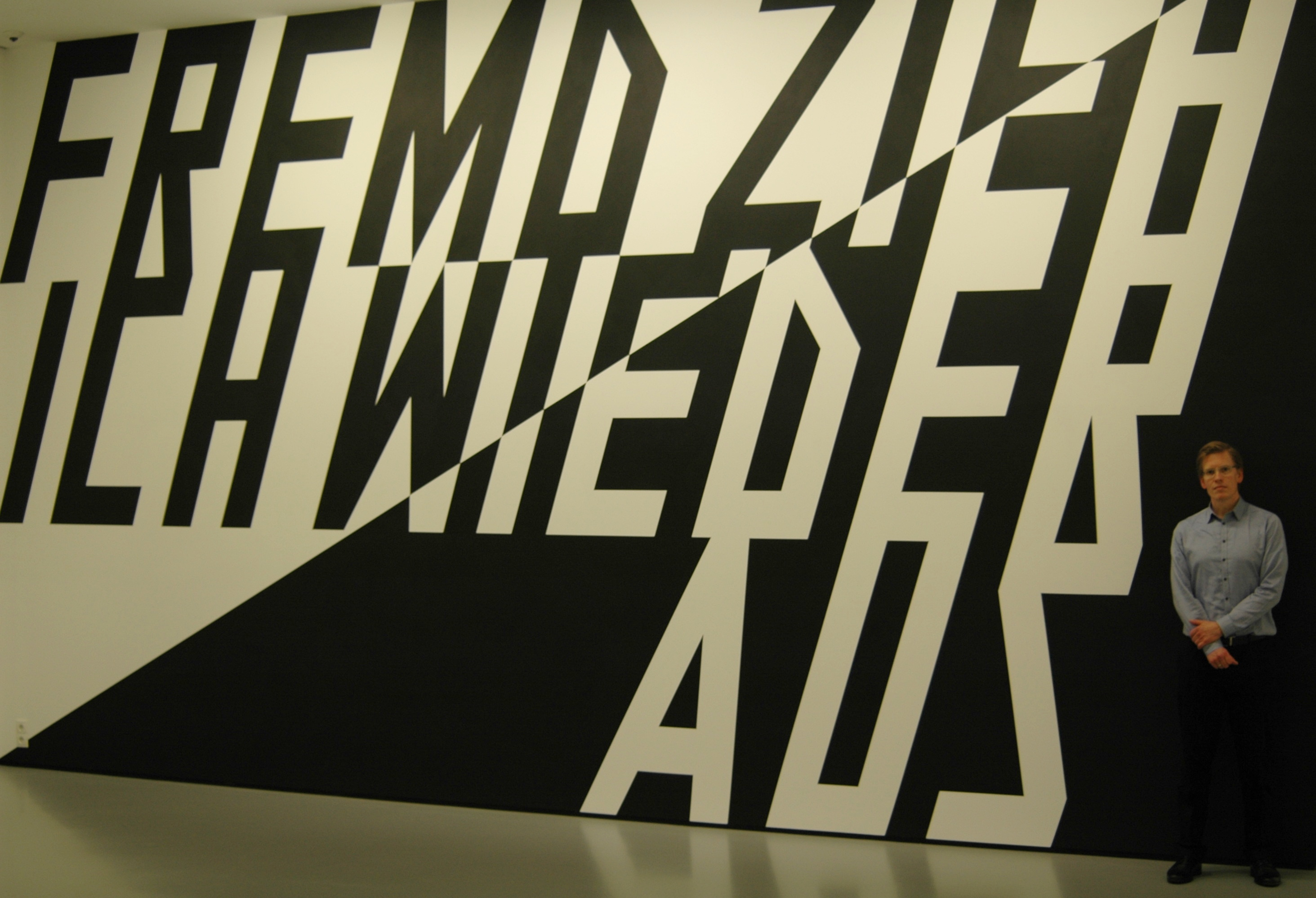
Lars Breuer mit Werk in der Ausstellung Kunst & Kohle: Schwarz (2018)

Lars Breuer (* 1974 in Aachen) ist ein deutscher freischaffender Künstler und Hochschullehrer. Seine Schwerpunkte sind die Bereiche Malerei, Fotografie, Grafik und  Installationen.

## Leben und Wirken
Nach seinem Abitur am Aachener Couven-Gymnasium studierte Breuer Freie Kunst und Malerei zunächst von 1995 bis 1996 an der Kunstakademie Münster und anschließend bis 2001 an der Kunstakademie Düsseldorf sowie von 1997 bis 2003 Kunstgeschichte und Philosophie an der Heinrich-Heine-Universität Düsseldorf. Nach Abschluss seiner Studiengänge ist er vorwiegend in Köln und Düsseldorf als freischaffender Künstler tätig.
Zusammen mit den Künstlern Sebastian Freytag, Jan Kämmerling und Guido Münch gründete Breuer im Jahr 2004 in Düsseldorf die Künstlergruppe Konsortium, mit denen er bis 2010 Ausstellungen mit internationalen renommierten Künstlern in der gleichnamigen Galerie veranstaltete und die weiterhin weltweit Gruppenausstellungen kuratiert.
Darüber hinaus leitete Breuer im Jahr 2010 einen Workshop an der Beykent Üniversitesi in Istanbul und erhielt erste Lehraufträge für das Wintersemester 2014/2015 und das Sommersemester 2015 an der Kunstakademie Münster. Anschließend war er als Lehrbeauftragter an der „Peter Behrens School of Arts“, dem Fachbereich Design der Hochschule Düsseldorf, tätig und wurde dort mit Wirkung zum 1. April 2018 als Professor für Gestaltungslehre mit dem Schwerpunkt „Wahrnehmung, Form und Farbe“ berufen.

## Œuvre
Breuers Werke zeichnen sich durch eine selbstentworfene Typografie aus, mit der er eine Brücke zwischen Literatur und Kunstgeschichte knüpft. Darüber hinaus beschäftigt er sich mit figurativen Gemälden und abstrakten Elementen. Oftmals stellt er mit großflächigen Wandgemälden einen bewussten Bezug zu einem Raum her, der dadurch einen neuen Charakter erhält. Dabei bedient er sich sowohl verbindender als auch kontrastierender Elemente aus Farbe, Fläche, Raum, Schrift und deren Semantik, die zu unterschiedlichen Interpretationen führen können.
Auch inhaltlich bevorzugt Breuer scheinbar unvereinbare Gegensätze und Medien, indem er beispielsweise italienischen Futurismus mit neoklassizistischen Elementen verbindet, wodurch Kunstwerke mit hoher „Reibungsenergie“ entstehen. Dabei richtet er den Blick auf einen unabhängigen kohärenten Gesamteindruck und verliert sich weder in einem Nebeneinander  von Einzelaspekten noch in einem einengenden Dogmatismus.

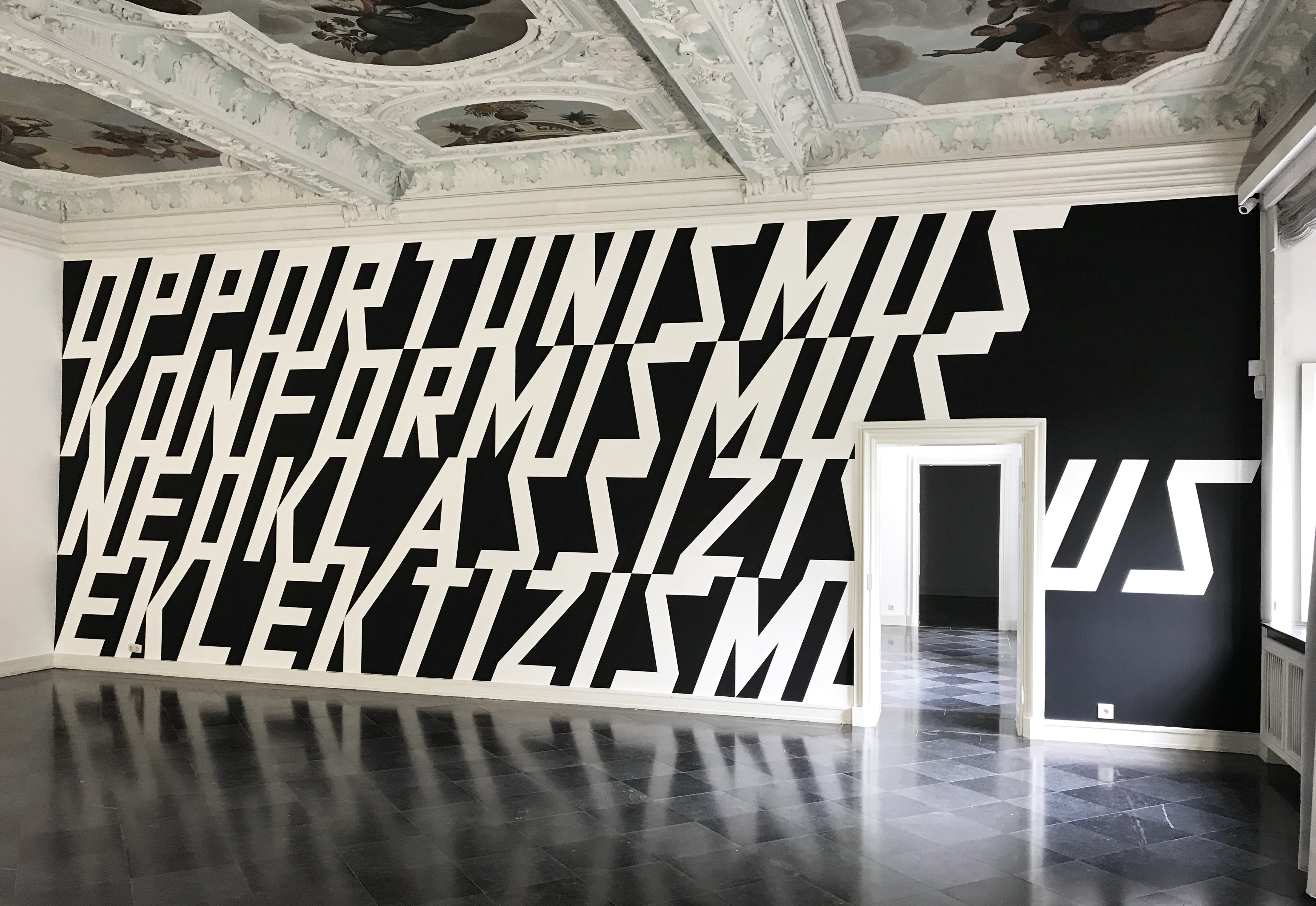
„OPPORTUNISMUS ... EKLEKTIZISMUS“, Sammlung Kunsthaus NRW, 2009/2017
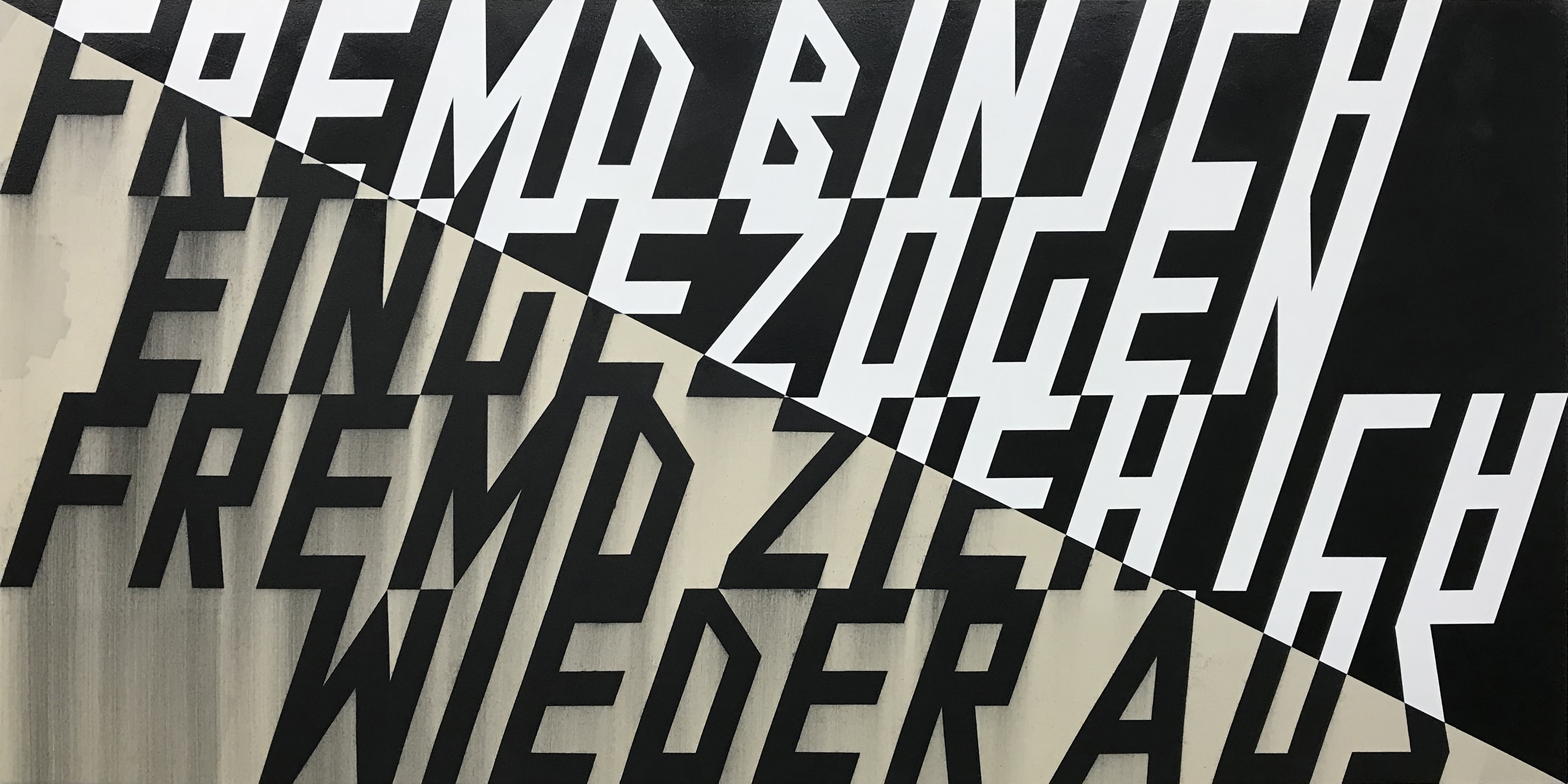
„Fremd bin ich eingezogen Fremd zieh ich wieder aus“, 2018
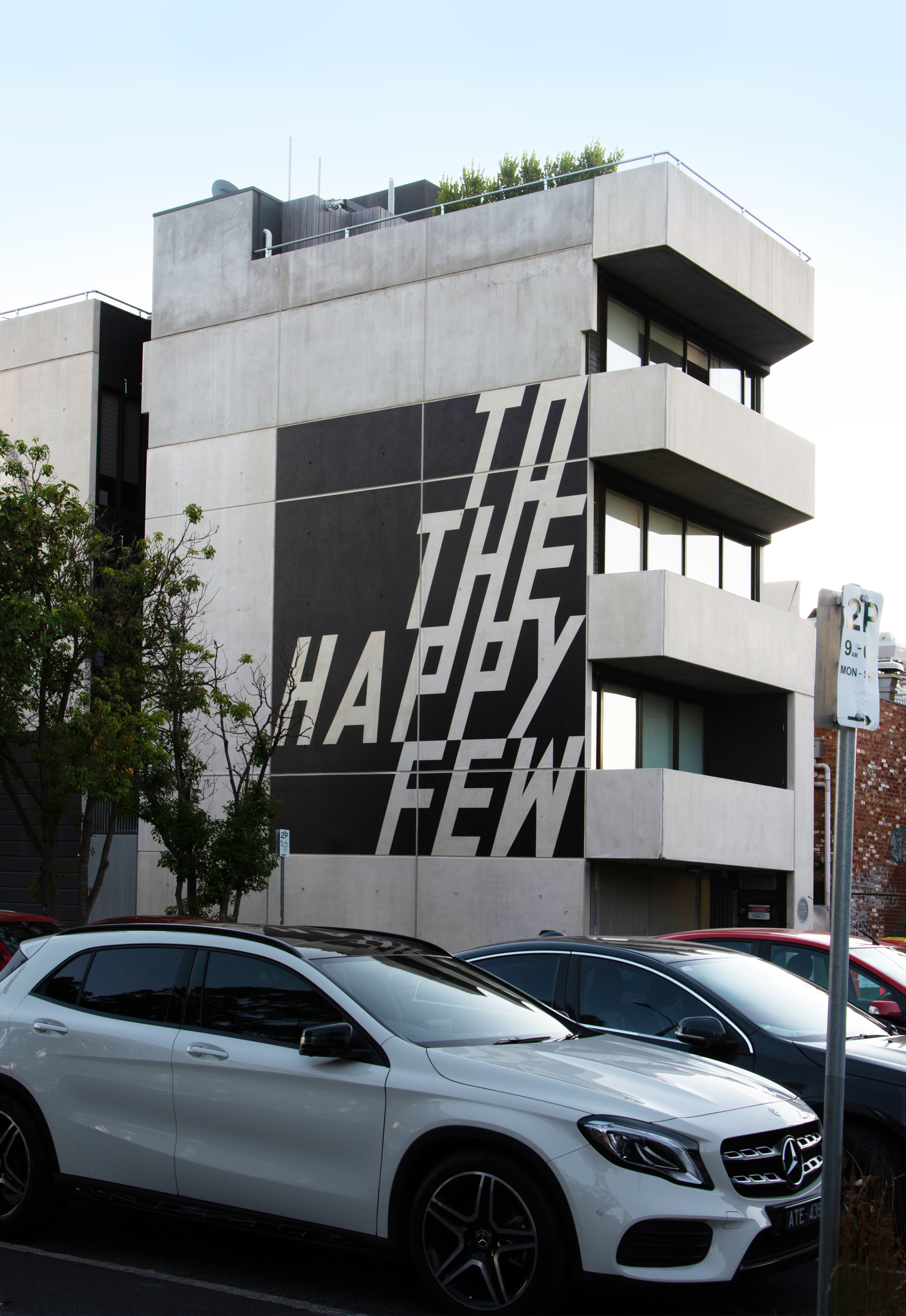
„TO THE HAPPY FEW“, Melbourne, 2019

## Ausstellungen (Auswahl)
Breuer präsentierte und präsentiert seine jeweiligen Werke auf zahlreichen Einzelausstellungen, darunter beispielsweise im Jahr 2011 mit seiner Ausstellung „Esprit Historique / Zero History“ mit großflächigen Wandmalereien im Obergeschoss im Aachener Ludwig Forum für Internationale Kunst und 2021 mit dem Projekt „Cavitatula Miraculorum“ beim Kunstverein Bad Wonder, auf der er mit einer raumfüllenden Skulptur in Kombination mit Einzelgemälden und ausfüllender Wandmalerei vertreten war. Des Weiteren war er, teils mehrfach, an Ausstellungen im Kunstverein Paderborn, in der Temporary Gallery in Köln sowie in renommierten Galerien in Berlin, Düsseldorf, München, Kopenhagen, Melbourne und Zürich beteiligt.
Im Rahmen von Gruppenausstellungen waren Breuers Werke innerhalb Deutschlands bisher unter anderem auf Ausstellungen im Kunsthaus Nordrhein-Westfalen Kornelimünster, im Museum für Konkrete Kunst in Ingolstadt, im Museum Morsbroich in Leverkusen, im Zentrum für Kunst und Medien in Karlsruhe und im Marta Herford zu sehen. Darüber hinaus war er international an Ausstellungen unter anderem im Kunstzentrum Akbank Sanat in Istanbul, auf der Biennale in Kaunas, in der Gdańska Galeria Miejska in Danzig, im House of Arts in Budweis, im Justin Art House Museum in Melbourne sowie in der Room East Gallery und beim International Studio & Curatorial Program (ISCP) in New York City beteiligt.